# جامعة منيسوتا
جامعة مِنيسوتا (بالإنجليزية: University of Minnesota) هي جامعة مملوكة للدولة في ولاية مينيسوتا شمال الولايات المتحدة الأمريكية، تأسست عام 1851. بلغ عدد المسجلين في الحرم الجامعي في سانت باول، مينيسوتا 50.402 من الطلاب. بذلك فإن هذه الجامعة تعدّ إلى جانب جامعة ولاية أوهايو وجامعة ولاية أريزونا ثالث أكبر جامعة في الولايات المتحدة الأمريكية ومن أفضل 10 جامعات في الولايات المتحدة الأمريكية. كما أن هذه الجامعة هي جزء من جامعة مينيسوتا نظام وعضو رابطة الجامعات الأمريكية.

## خريجون بارزون
- إيرمان إليجاك
- نورمان شمواي
- طارق نجا
- سلامة أحمد سلامة
- فاروق عبد الوهاب: أكاديمي ومترجم مصري.
- محمد بن عيسى
- أبو القاسم سعد الله :مؤرخ وأكاديمي جزائري.
- محمد عمار الراوي: وزير وعالم عراقي في مجال علوم الحياة.

## وصلات خارجية
- جامعة منيسوتا على موقع الموسوعة البريطانية (الإنجليزية)

- الموقع الرسمي